# Тошія (музикант)
Тошія (нар. 31 березня 1977, Префектура Хоккайдо,  Хоккайдо) — японський гітарист, композитор і продюсер. Найбільш відомий як учасник і один з гітаристів Visual Kei-метал групи Dir en Grey. Він був із групою з моменту її створення в 1997 році і раніше був в «La: Sadie's».

## Біографія
Спочатку Тошія був абсолютно звичайною дитиною. Але, як він каже, його здорово змінив випадок у дитинстві, коли один хлопчик звинуватив його в тому, що він занадто егоїстичний. З цього моменту, за словами Тошії, він став замикатися, проводячи весь свій час малюючи картинки, замість того, щоб грати з дітьми, як це було раніше.
Дитиною і підлітком він був абсолютно неамбіційним. Він не знав, ким він хоче стати і не бачив себе ніким визначеним. І саме це Тошія вважає причиною своїх проблем.
Захоплення музикою до нього прийшло в 6-му класі. Про рок-музику він дізнається на початку вищій школі. Тоді ж у ньому виникає щось на зразок бунтарського почуття, коли він почав курити, коли йому почало подобатися виділятися і коли він носив шкільну форму на 2 розміри більше свого. Він каже, що став кимось на кшталт поганого хлопця.
Продовжилося це рік. А після Тошія усвідомлює свої вчинки і береться за навчання. Він каже, що настав щось на зразок каяття, і він починає старанно працювати. І все ж недовго. Ця імітація зацікавленості виробляє в ньому почуття ненависті до самого себе. Тошія починає прогулювати школу і тусуватися зі своєю невеликою компанією. Ба більше, він робить це не тільки вдень, але і вночі. Його батьки були дуже стурбовані, і він заявив їм, що все одно вже не зможе вступити до університету. Тоді вони запропонували йому попрацювати.
Так Тошія влаштувався на будівництво. Робота була дуже важкою, і спочатку він справлявся. Але до тих пір, поки з ним не сталося одна подія. Якось раз, палило спекотне сонце і Тошія, піднімаючись по горі, щоб розчистити дорогу, знепритомнів. Він упав зі скелі в річку. Він не міг поворухнутися і повільно йшов на дно. На щастя, його врятував один із будівельників (Оджі-сан). Після цього Тошія усвідомлює все те, що робив раніше. Він ще не визначається з професією, але він твердо має намір закінчити вищу школу, щоб не повторювати старі помилки і не витратити все своє життя, працюючи в подібних місцях.
Тошія вступає у Школу мистецтв на дизайнера одягу, а на гроші, виручені на роботі, купує бас-гітару. І все ж через деякий час він відчуває фіаско і закидає її. У ньому з'являється впевненість, що його майбутнє — дизайн.
Але потім він дізнається, що більшість людей, які закінчили коледж, виявляються незатребуваними. Тому після першого курсу Тошія приймає рішення піти з коледжу і піти в музику. Батьки при цьому його підтримали, правда сумніваючись у його ідеї — адже Тошія дуже погано грав на гітарі. Тошія обіцяє собі і батькам, що якщо до 23 років у нього нічого не вийде, то він повернеться додому і знайде іншу роботу.
Але до 23 років він не тільки чудово володів інструментом, а й був справжнісінькою рок-зіркою…

### Особистість
Тошія емоційний, але врівноважений чоловік. Він любить розважатися, особливо це було помітно в ранній період, коли більшість кумедних сцен відбувалося за його участю. За останні 2-3 роки він став набагато серйозніше. Він веселий, але може виглядати і холодним. Зазвичай це залежить від обставин навколо, які Тошія, як досить чуйна людина, зауважує моментально. Наприклад, на конференціях та офіційних зустрічах з великою кількістю іноземної преси він буде закритий для всіх. Навіть його пози будуть говорити про те, що йому не зовсім комфортно в даному оточенні. За лаштунками ж, серед знайомого складу, персоналу або на сцені, серед знайомих фанатів, Тошія перетвориться: він буде постійно взаємодіяти з хлопцями і буде посміхатися аж до кінця шоу.
Також, у нього хороші стосунки з батьками. Коли його батько, що прийшов на концерт групи сказав, що пишається ним, Тошія не міг стримати сліз. Те ж саме відбулося, коли в 1999 році весь зал почав співати приспів «Garden», навіть коли група перестала грати музику.
Тошія до періоду «MACABRE» за власним визначенням часто намагався напустити пил в очі оточуючим. У нього була дуже висока планка як в плані музичної навички (що добре видно в надто складних, ніж мало б бути на його рівні, партіях марля), так і в плані поведінки (деяка зарозумілість). Тобто раніше він був занадто залежний від думки оточуючих, але після виходу альбому «MACABRE» став більш самодостатнім і менш зарозумілим, хоча не менш амбітним. Тошія уважний і шанобливий. Він дорожить культурою Японії і закликає фан-клуб при відвідуванні іноземних концертів також знайомитися і з культурою відвідуваних країн. До фанатів він дуже чуйний. Хоч в пізній період Dir en Grey здорово віддалилася від публіки, уважність Тошії таки залишилася колишньою, хоч і не такою, якою вона була до 2002—2003 років.

### Композитор
Тошія не займається зазвичай твором пісень, це робить переважно Каору. Тому за весь ранній період (коли до кожної пісні вказувався композитор) кількість написаних ним пісень дорівнювало 4: erode в MISSA, raison d'etre (у співавторстві з Шіньей) в GAUZE і egnirys cimredopyh +) ___an injection в MACABRE і Bottom of the death valley в-kisou-. Тобто по одній на альбом.
Для його пісень характерно акцентування ритмового аспекту, через що вони набувають відчуття жвавості і танцювальності. Ще в кожній його пісні помітні іскорки якогось «безумства». Немов перед нами зовсім різні один від одного сегменти, які, проте, набувають єдине потужне відчуття при з'єднанні в пісню. Алогічність набуває строгої логіки.
Також його пісням характерне відчуття «припливчувасті», але мотиви ніскільки не приїдаються ніколи.

### Гітарист
Тошія починав свою кар'єру, паралельно намагаючись освоїти гітару, що просто неймовірно важко. Адже, граючи в групі, доводилося ще й вчитися грати. І все ж, якщо послухати перші творіння Dir en grey (ту ж MISSA), то партія баса залишає досить хороше враження, і сказати, що деякий час тому басист не вмів грати на гітарі, вкрай складно. Про «GAUZE» можна сказати лише те, що басові партії «Akuro no oka», «raison d'etre» і «yurameki» визнаються одними з найскладніших в японському року. У 2000 році він створює дизайн власної гітари. У 2003 році Тошія вперше використовує п'ятиструнний бас для запису «Obscure».
Коли музику Dir en grey стали категоризувати як «метал», складність його партій трохи спала, але кількісна частки звучання баса в піснях стала практично граничною.
Майстерність і професіоналізм Тошії росли буквально на очах, змінюючись від альбому до альбому. І зараз з упевненістю можна сказати, що басист Dir en grey є одним з найкращих і професійних басистів японської естради.

### Зовнішність
Тошія високий (180 см), гарний чоловік у розквіті сил. Риси обличчя м'які і, не дивлячись на те, що він вже він вже давно не користується декоративною косметикою, багато як і раніше вважають басиста Dir en Grey жіночним (пухкі губки, акуратний жодного разу не ламаний носик). Хара також є володарем довгих красивих ніг, що дуже любив демонструвати в віжуальний період групи. У Тошії тепер рівні зубки (для цього він зробив пару операцій і носив брекети). У зв'язку з поганим зором часто носить окуляри. Тіло Тошімаси підтягнуто і на ньому немає ні єдиного татуювання, з пірсингу тільки п'ять колечок в лівому вусі. Протягом всієї своєї музичної кар'єри багато разів міняв зачіски і фарбував волосся, зараз же у нього відносно коротка стрижка і волосся мають його натуральний, характерний для японців, чорний колір. Очі карі. Одягається просто і зручно, але оскільки Тошімаса не відбувся як дизайнер одягу, іноді любить вражати, особливо це відноситься до сценічних нарядів. Нездорова тяга до спідниць відноситься туди ж. Ну, і, само собою зрозуміло, Хара просто жити не може без брязкалець, так що побачити його в повсякденному житті без перснів на пальцях практично неможливо.